# Seven (Soft Machine)
Seven è un album del 1973 del gruppo progressive rock e jazz fusion inglese Soft Machine, che furono una delle band centrali della scena di Canterbury. Il bassista Roy Babbington, che aveva già contribuito agli album Fourth e Fifth su contrabbasso, ha sostituito Hugh Hopper.

## Lista delle tracce
1. "Nettle bed" (Karl Jenkins) – 4:47
2. "Carol Ann" (Karl Jenkins) – 3:48
3. "Day's eye" (Mike Ratledge) – 5:05
4. "Bone fire" (Mike Ratledge) – 0:32
5. "Tarabos" (Mike Ratledge) – 4:32
6. "D.I.S." (John Marshall) – 3:02
7. "Snodland" (Karl Jenkins) – 1:50
8. "Penny hitch" (Karl Jenkins) – 6:40
9. "Block" (Karl Jenkins) – 4:17
10. "Down the road" (Karl Jenkins) – 5:48
11. "The German lesson" (Mike Ratledge) – 1:53
12. "The French lesson" (Mike Ratledge) – 1:01

## Componenti del gruppo
- Mike Ratledge - Lowrey Holiday organo De Luxe, piano elettronico Fender Rhodes, sintetizzatore AKS
- Karl Jenkins - oboe, sassofono baritono, sassofono soprano, recorder, piano elettronico Fender Rhodes & Hohner
- Roy Babbington - basso, contrabbasso
- John Marshall - batteria, percussioni